# Sokol stěhovavý
Sokol stěhovavý (Falco peregrinus) je kosmopolitně (celosvětově) rozšířený sokolovitý pták. Samice je výrazně větší než samec a může dosahovat až velikosti havrana. Má dlouhá špičatá křídla a krátký ocas, který se ke konci zužuje. Na zbarvení je nejnápadnější charakteristický tmavý „vous“ na bílé tváři. Jeho kořistí jsou převážně ptáci do velikosti kachny. Druh má množství popsaných poddruhů, ale ne všechny jsou uznávány. Různé prameny uvádějí 15–17, někdy dokonce i 19 poddruhů. S maximální rychlostí při střemhlavém letu až 389 km/h představuje sokol stěhovavý zřejmě nejrychlejšího živočicha v současné přírodě.

## Rozšíření

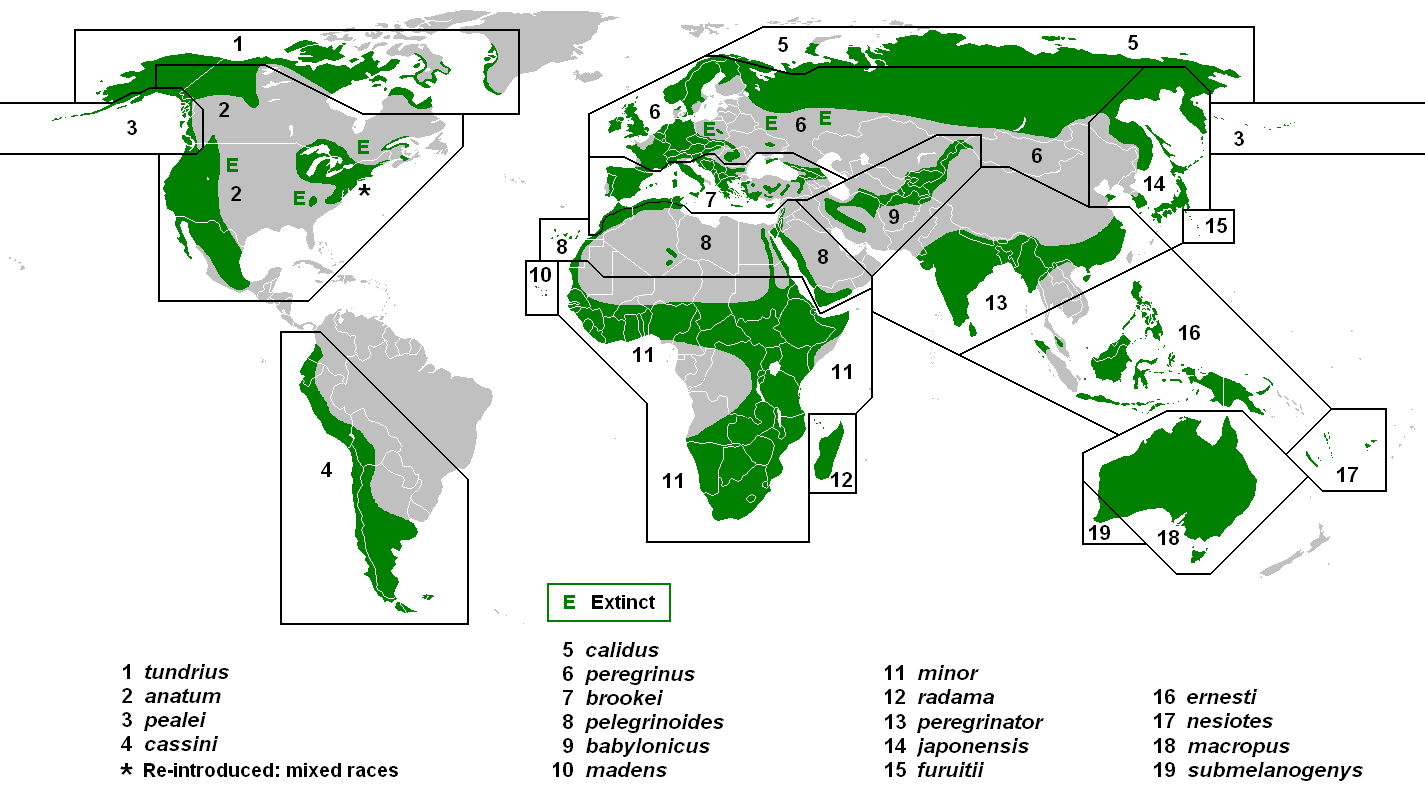
Mapka rozšíření poddruhů sokola stěhovavého, rozlišující 19 poddruhů

Sokol stěhovavý má kosmopolitní rozšíření. Přirozeně se nevyskytuje pouze v Antarktidě, v částech jižní Ameriky, na Novém Zélandu a Islandu. V současné době je jeho rozšíření menší, protože na mnoha místech, převážně v rozvinutých industrializovaných oblastech, sokol vyhynul (viz mapka rozšíření poddruhů, kde jsou tyto oblasti vyznačeny). Zásadní podíl na úbytku sokola stěhovavého mělo používání pesticidů, které se přes potravní řetězec dostávaly do těla dravců. Většina těchto přípravků (např. DDT) je dnes zakázána a do některých oblastí, kde vyhynul, se sokol pomalu vrací.
Před rokem 1950 byla populace sokolů v tehdejším Československu poměrně silná. Jeho rozšíření bylo limitováno pouze výskytem vhodných hnízdišť. K prudkému úbytku došlo kvůli zmíněnému nadměrnému používání pesticidů a v 70. letech 20. století nebylo při ornitologickém mapování zaznamenáno žádné hnízdění. Stav přetrvával do 80. let, kdy se začaly objevovat pokusy o zahnízdění. V letech 2001–2003 byl počet hnízdících sokolů v České republice odhadnut na 20–25 párů (v ČR druh kriticky ohrožený). V mnoha případech jde o jedince pocházející z Německa či Rakouska. V současné době je na území ČR kolem 70 hnízdících párů. Hnízda jsou chráněna, např. kvůli zahnízdění sokola na jeskyni Jáchymka v Moravském krasu v roce 2024 ochranáři změnili turistickou trasu a majitel pozemku musel upravit plán činností.

## Popis
Rozpětí křídel sokola stěhovavého je 74–120 cm, délka těla 35–58 cm. Průměrná délka samce je okolo 43 cm, samice pak měří průměrně 47 cm. Samci váží od 330 g do 1000 g, samice jsou výrazně větší a váží 700 až 1500 g. Velikost je variabilní stejně jako zbarvení, podle toho, o jaký poddruh se jedná. Severnější poddruhy jsou větší, jižní jsou drobnější.
Zbarvení sokolů je velmi variabilní. Čím severnější populace, tím je celkové zbarvení světlejší, naopak v tropech může zbarvení hlavy a zad být až černé. Následující popis tedy platí hlavně pro poddruh sokol stěhovavý eurosibiřský (F. p. peregrinus), který se vyskytuje v České republice. Dospělý pták má tmavě šedý až šedočerný hřbet a bílou spodinu s kapkovitými skvrnami na hrdle přecházejícími v příčné vlnky na břiše. Samice může mít spodinu těla nahnědlou. Ruční letky jsou černohnědé, špičky křídel černé, ocas šedohnědý, s příčnými skvrnami. Konec ocasu je bíle olemován. Na bělavou tvář zasahuje tmavá šedočerná barva z temene a tvoří nápadný, charakteristický vous. Černá barva pod očima vylepšuje vidění pro lov. Světlejší severní populace mají i tento vous užší a méně výrazný. Mladí ptáci mají hřbet spíš šedohnědý s bělavými nebo nažloutlými lemy per. Ocas mají tmavohnědý se světlými příčnými pruhy. Spodinu těla mají výrazně podélně skvrnitou.
Sokolí let je silový, údery křídel jsou mělké. Plachtí jen na krátkých úsecích.

### Smysly
Zrak sokolů je považován za vynikající. Jejich oči jsou relativně velké (především u samců), vidí binokulárně a dokáží zaměřit tři pohybující se objekty zároveň. Sokoli vidí letící ptáky na podstatně delší vzdálenost než lidé, a to i když člověk použije dalekohled s mnohonásobným zvětšením.

## Ekologie a chování
Severské populace jsou z velké části tažné, z ostatních populací jsou někteří jedinci tažní, někteří přelétaví a stálí.

### Hnízdění, rozmnožování
V přírodě hnízdí převážně na skalních stěnách. Pokud nemá k dispozici skály, zahnízdí i ve starém hnízdě jiného druhu. Sám hnízdo nestaví, ani neupravuje, na skále mnohdy hnízdí přímo na holém podkladu. Byla zaznamenána i hnízda na zemi. Oblíbil si lidské stavby a často hnízdí ve zříceninách hradů nebo na různých věžích. Přesto na rozdíl od poštolky nehnízdí příliš často ve velkých městech. Na hnízdo se pravidelně vrací nebo hnízdí aspoň poblíž původního hnízda.
Před hnízděním předvádí akrobatické zásnubní lety.
Ve střední Evropě snáší samice nejčastěji na konci března či začátku dubna 3–4 vejce. Sedí na nich cca 29–30 dní, samec ji občas střídá. Samice si buď potravu sama uloví, když ji samec vystřídá v sezení, nebo jí samec nosí kořist na hnízdo. Po vylíhnutí se o mláďata na hnízdě stará asi 14 dní jen samice a samec přináší kořist, poté se v péči střídají. Mláďata opouštějí hnízdo po 35–42 dnech, ale rodiče je nadále krmí ještě aspoň dva měsíce. Sokoli pohlavně dospívají ve dvou až třech letech.

### Potrava a její lov
Loví téměř výhradně ptáky za letu. Styl lovu není příliš vhodný pro pozemní kořist, proto se k lovu drobných savců uchyluje výjimečně a ptáky na zemi se pokouší donutit vzlétnout. Vrhá se z velké výšky na kořist pod sebou a útočí na ni pařáty. V horizontálním letu dosahuje rychlosti asi 105 až 110 km/h, při střemhlavém útoku s přitaženými křídly přes 300 km/h, přičemž to může být až okolo 375 km/h. Náraz v této rychlosti by byl nebezpečný i pro něj, a proto se snaží trefit spíš křídlo než přímo tělo kořisti. Ze stejného důvodu nemůže zaútočit na hejno, a proto se některé druhy drobných ptáků na obranu před sokolem shlukují do hejna. Kořist většinou po útoku klesne k zemi, kde ji sokol usmrtí klovnutím, pokud pád přežila.
Počet druhů ptáků, které se mohou stát kořistí sokola, je obrovský. Ve Velké Británii jich bylo zaznamenáno 137, ve střední Evropě 210 a celosvětově jde asi o 1500 až 2000 druhů. Typicky se však zaměřuje na omezený počet. Nejčastější kořistí sokola stěhovavého bývají holubi, hrdličky, špačci, různé druhy drozdů, koroptve, různé druhy kachen, racci i drobnější ptáci, jako jsou rorýsi, vlaštovky či pěnkavy. Troufne si i na havrany, vrány a dravé ptáky, například na poštolky, krahujce, káňata či motáky. Ze savců jsou častou kořistí netopýři, králíci, sysli a veverky.

## Galerie

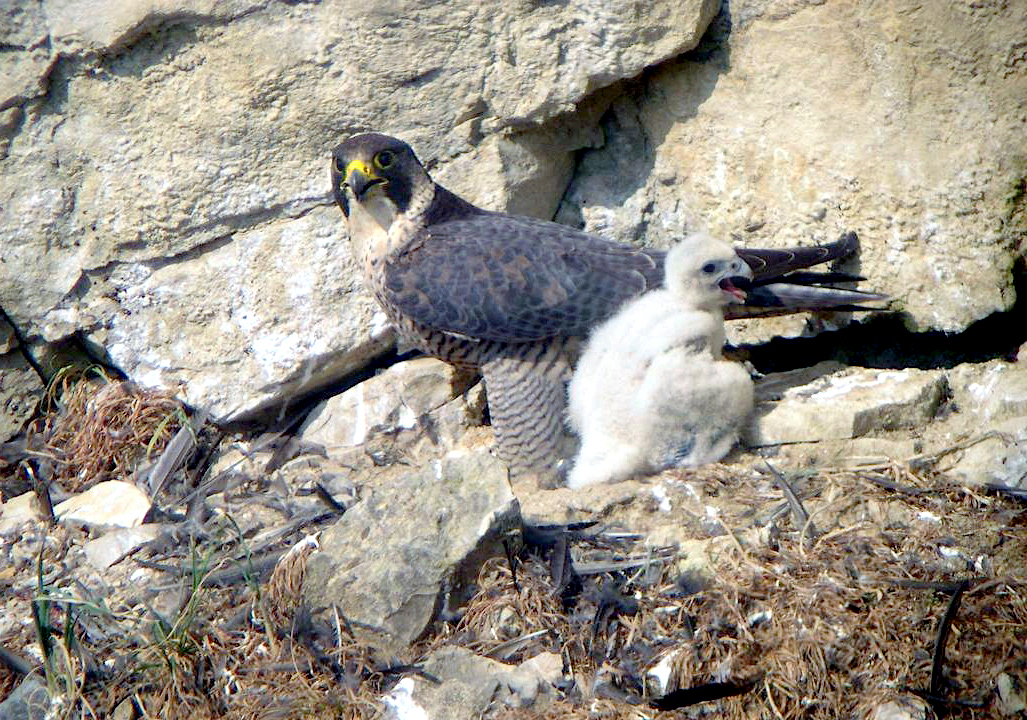
Samice sokola stěhovavého na hnízdě s mládětem
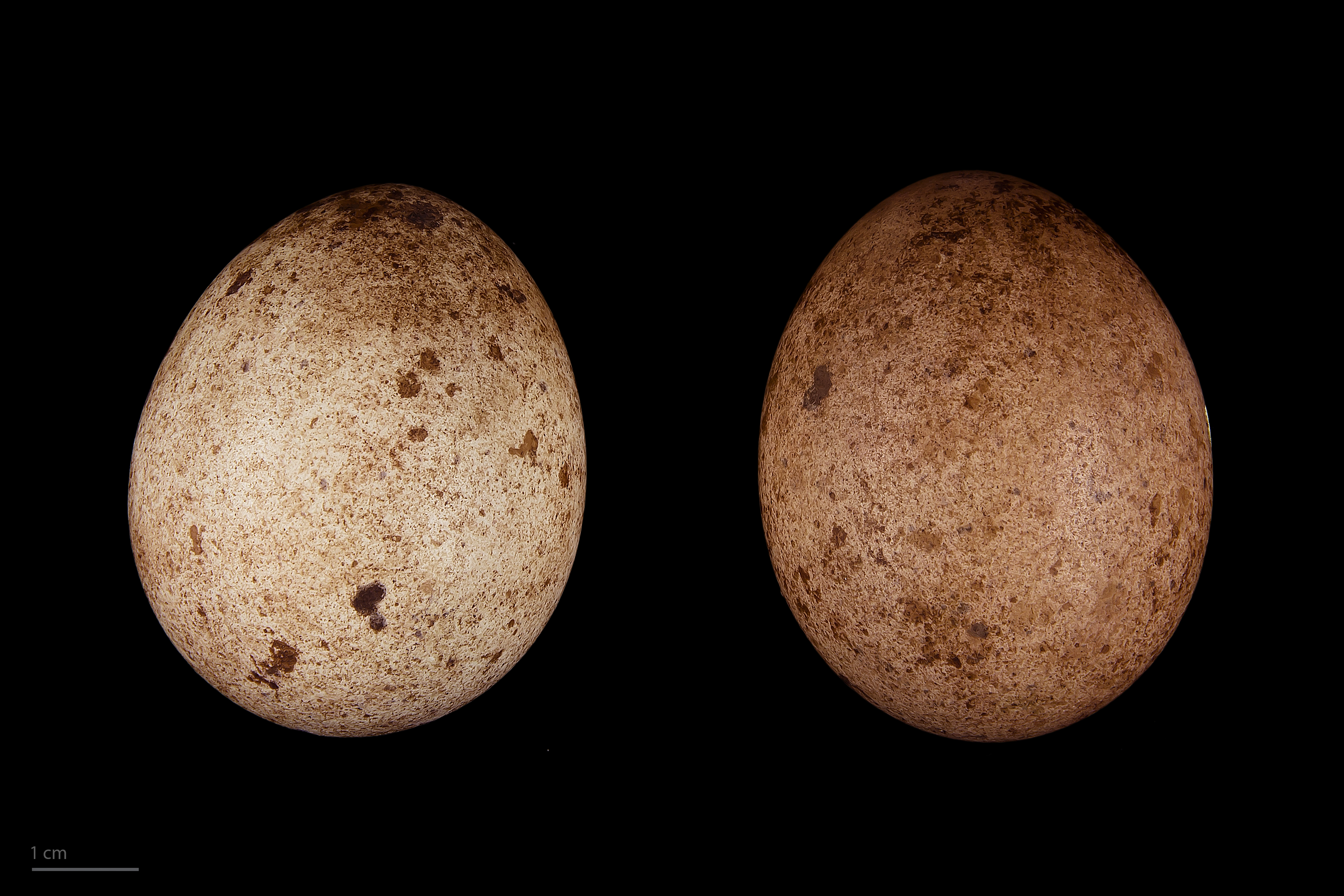
Vejce sokola stěhovavého (Falco peregrinus)
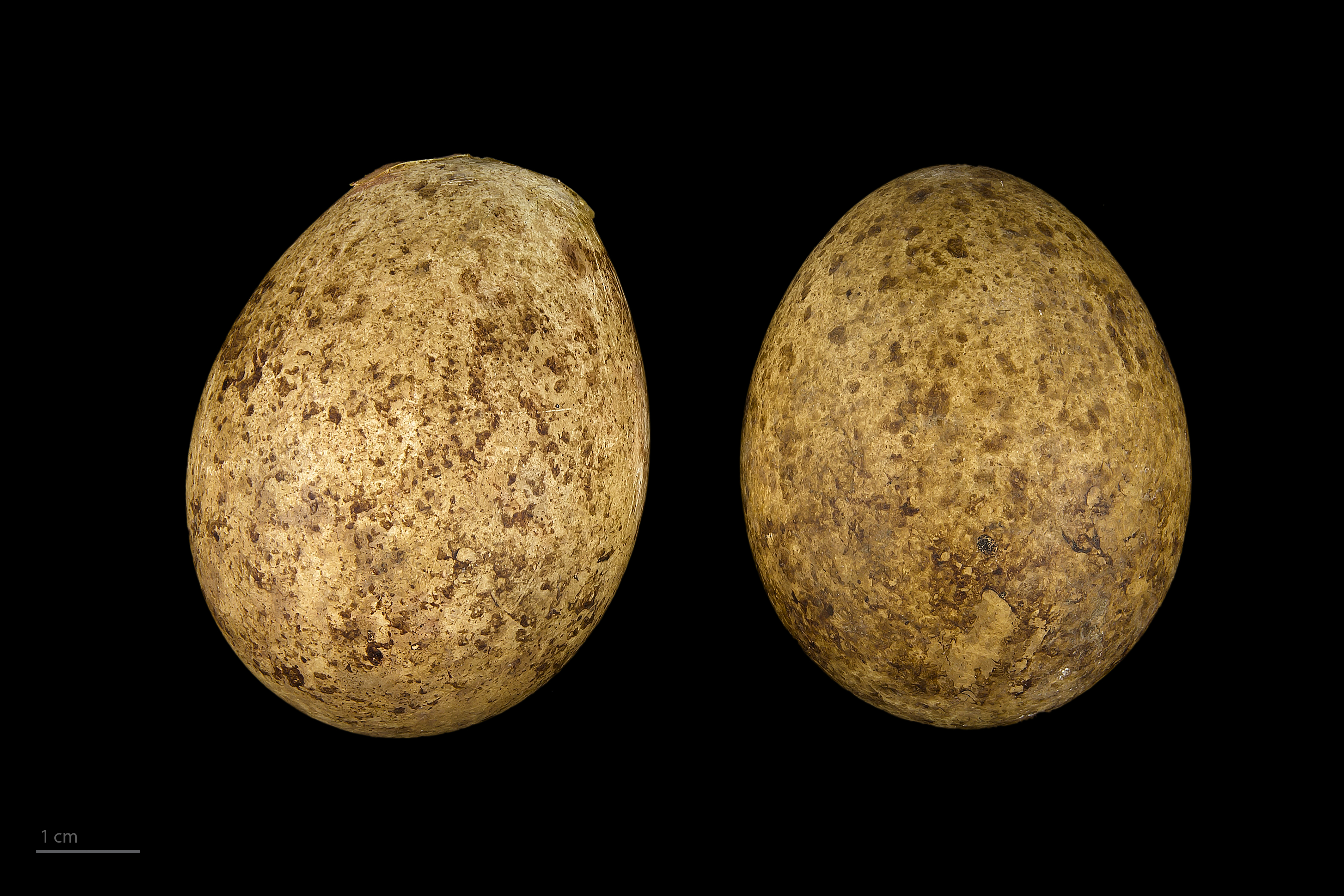
Vejce poddruhu Falco peregrinus madens
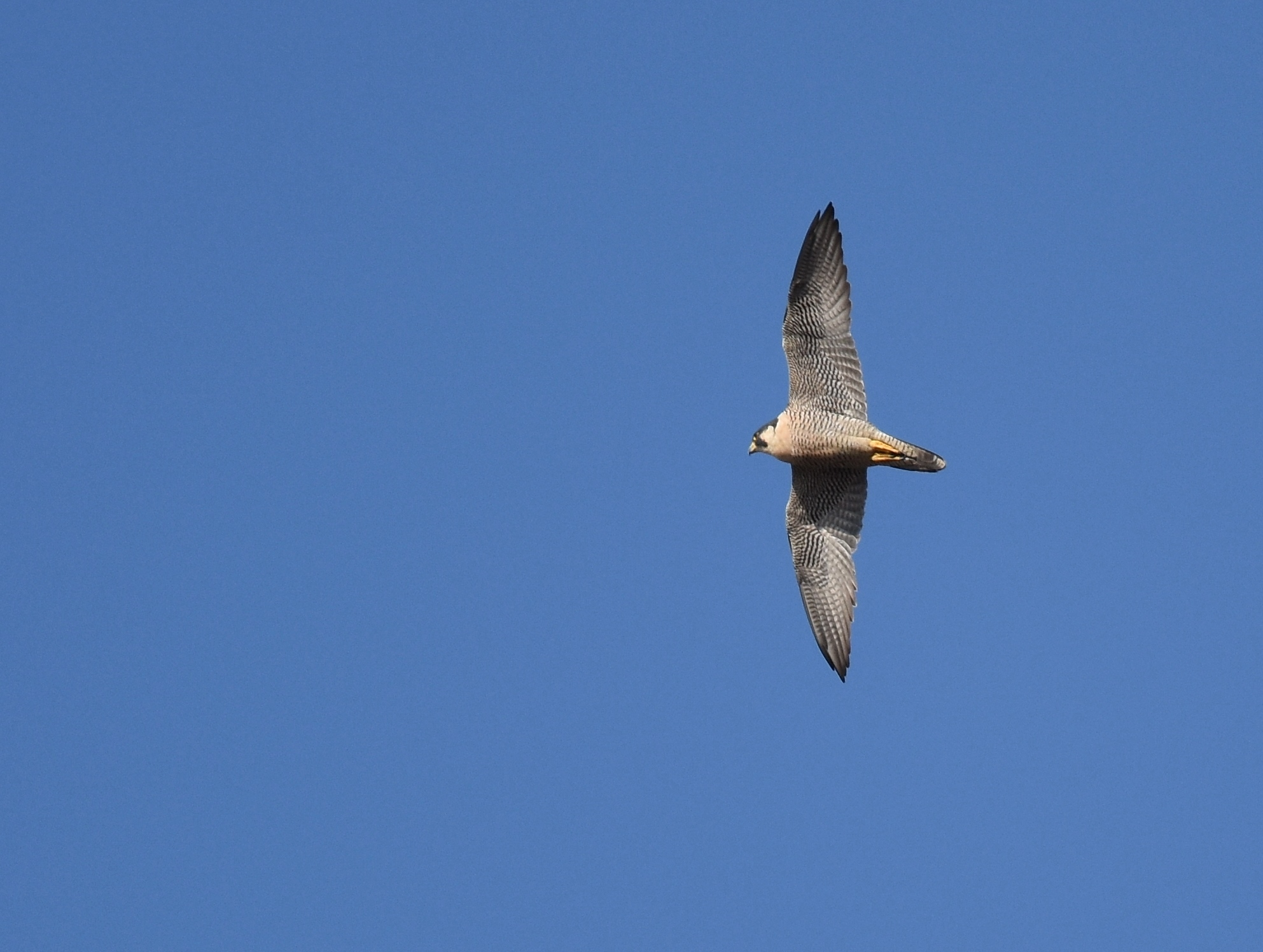
Sokol v letu
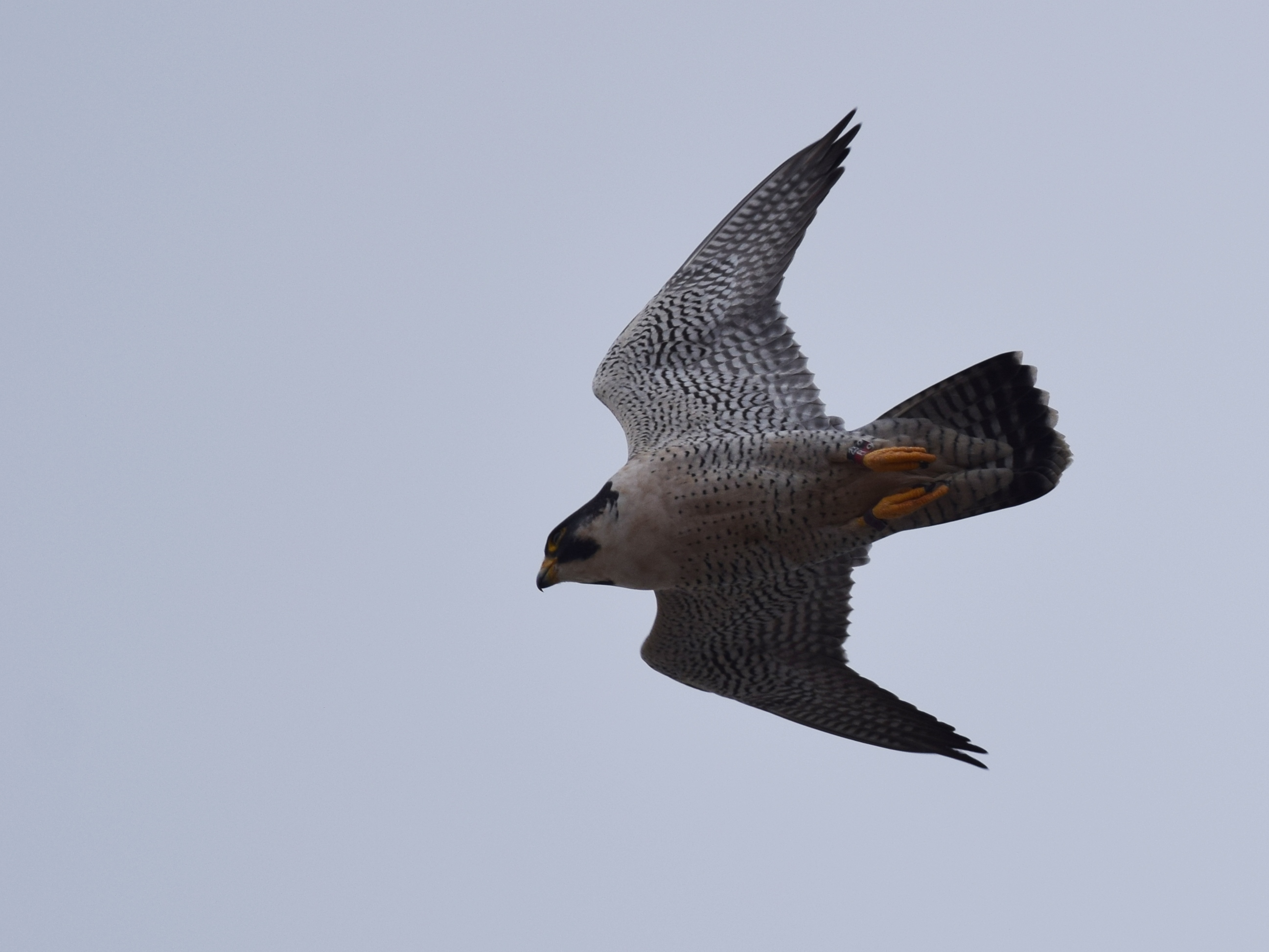
Sokol v letu s částečně složenými křídly
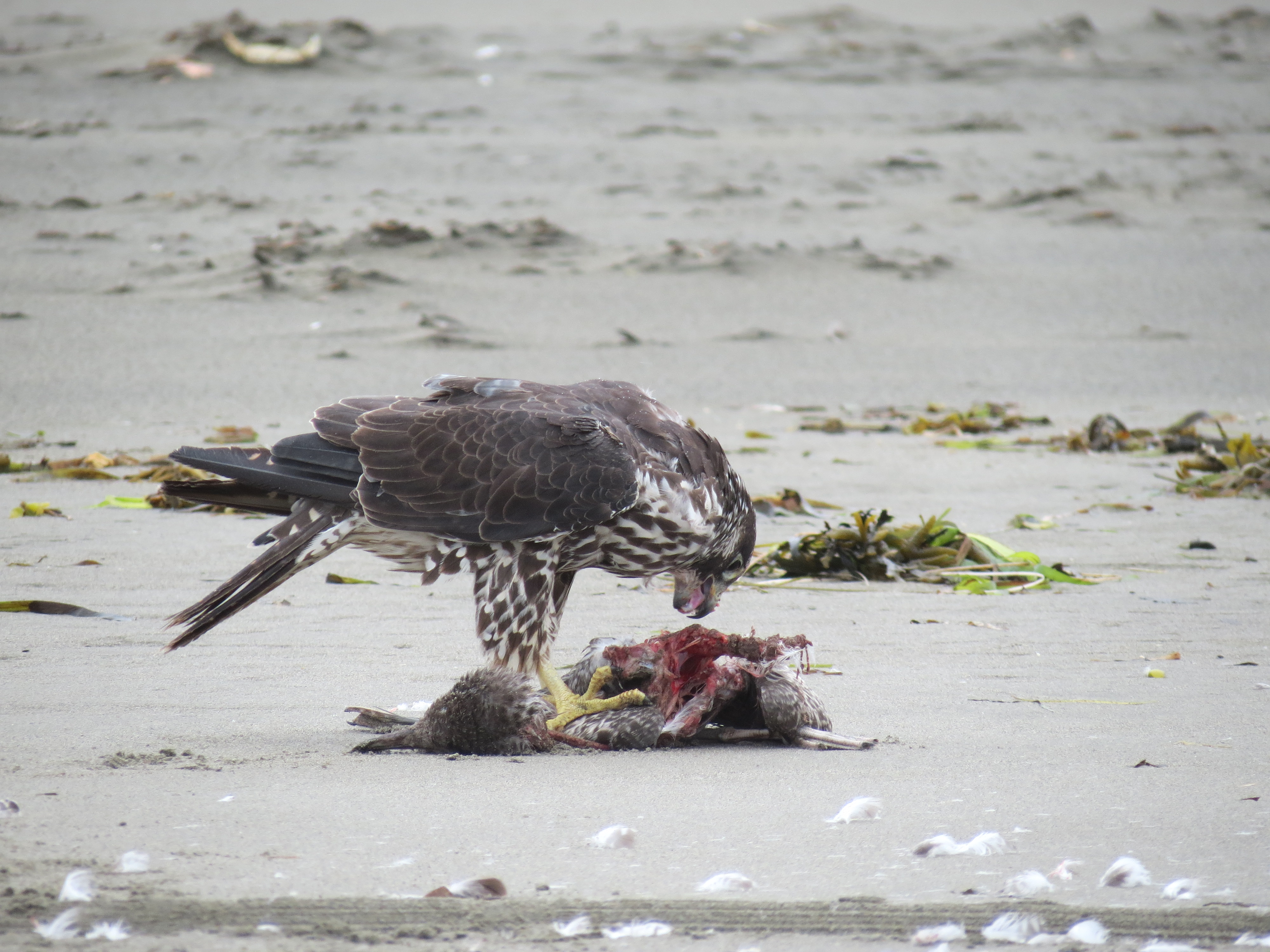
Sokol požírající ptáka na pláži